# Mortagnebos
Het Mortagnebos is een bos tussen de tot de West-Vlaamse gemeente Zwevegem behorende plaatsen Moen en Sint-Denijs.
Het bos meet 14 ha en was tot 1971 nog landbouwgebied. Toen werd het bebost door het OCMW. Sinds 1992 wordt het beheerd door het Agentschap voor Natuur en Bos.

## Flora en fauna
Het bos, op voormalige landbouwgrond, is nog jong, maar toch treft men er al planten aan als: bosandoorn, gewone salomonszegel, speenkruid, maarts viooltje en geel nagelkruid. Zoogdieren zijn vos, bunzing, hermelijn, wezel en ree. Van de zeldzame broedvogels kunnen worden genoemd: wielewaal, zomertortel, bosuil, ransuil, torenvalk en sperwer.

## Toegankelijkheid
Het bos is toegankelijk via Broekenhoek of Marberstraat. Er zijn wandelpaden uitgezet.